# EUnet
EUnet (European UNIX Network) est un réseau IP commercial européen des années 1990. Ses origines remontent à 1982, avec les premières connexions UUCP internationales. Le réseau a évolué à partir d'une coopération informelle de personnes sous les auspices du EUUG (European UNIX Users Group), et plus tard EurOpen pour devenir une organisation commerciale, EUnet International Ltd.
En avril 1998, la société est vendue à Qwest Communications International, qui la fusionne ensuite à KPN-Qwest, laquelle dépose son bilan en 2001 à la suite de l'éclatement de la bulle internet.
De nombreuses organisations nationales issues d'EUnet furent des précurseurs de l'offre internet commerciale en Europe au début des années 1990.

## Personnalités marquantes
- Daniel Karrenberg
- Piet Beertema
- Julf Helsingius
- Glenn Kowack